# Dumerilia fuscus
Dumerilia fuscus là một loài bọ cánh cứng trong họ Cebrionidae. Loài này được Fabricius miêu tả khoa học năm 1792.